# Ödrift
Ödrift innebär drift av en avgränsad del av ett elnät utan förbindelse med omgivande elnätsområden.

## Ödrift vid stora strömavbrott
Vid stora strömavbrott kan det finns behov av att elförsörjningen sker med hjälp av ödrift i vissa områden i väntan på reparation av ledningarna till resten av elnätet. Området med ödrift måste ha förmåga till spännings- och frekvensreglering.

## Faror med oavsiktlig ödrift

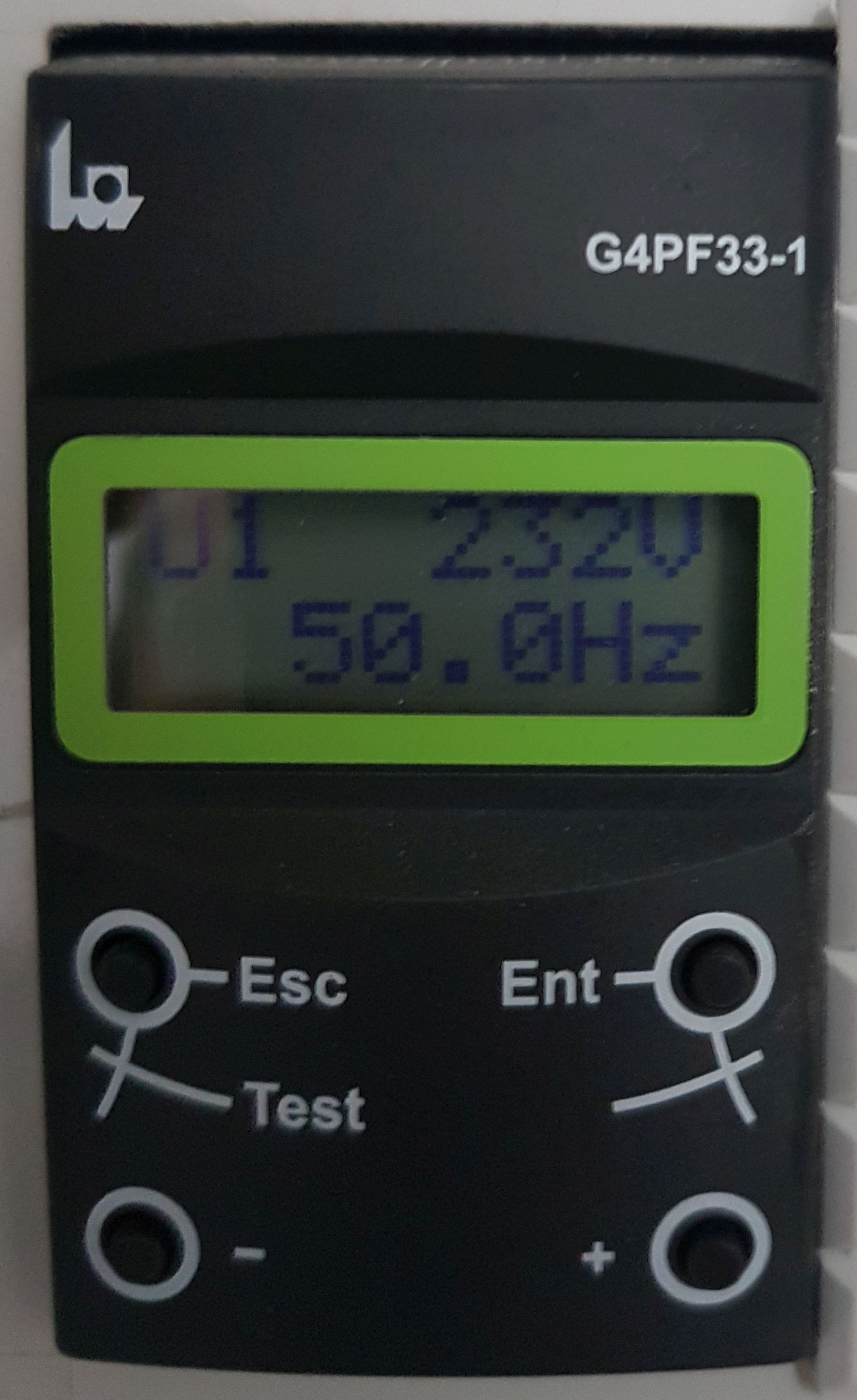
DSL Gamma G4PF33-1 Frekvens- och spänningsövervakare som kopplar bort en solkraftsanläggning när det är avbrott på elnätet.

Oavsiktlig ödrift, till exempel frånkoppling av ett område med egen produktion, till exempel med solpaneler, kan ge problem:
1. reparatörerna tror att ledningen är spänningslös.
2. solpaneler matar ut spänning och det finns ingen reglering av den, varpå vissa andra apparater skadas av för hög spänning.
3. Vid okontrollerade tillslag grovfasningar, kan skador på anslutna anläggningsdelar uppstå och få ekonomiska konsekvenser.

Det är därför viktigt att produktionsanläggningar utan egen förmåga eller kapacitet för spännings- och frekvensreglering frånskiljs om omgivande nät blir otillgängligt.

## Återgång från ödrift
Återgång från ödrift till ihopkopplat nät måste ske med fasning (synkronisering) mellan de skilda näten. Här får frekvensavvikelsen inte vara större än att ödriftnätet kan kopplas in utan för stora svängningar av effekten mellan näten. Likaså spänningsnivåerna bör ligga nära varandra. Alternativet är  att göra ett kort avbrott på ödriftnätet.

## Historik
I elektrifieringens början bestod elnätet av en mångfalld Ö-driftsnät av både lik och växelströmsnät. Sedermera byggdes växelströmsnäten ihop genom sammarbete/samkörning eller att mindre elektriska föreningar köptes upp av större bolag, med detta följde också en standardisering av distributionspänningar samt frekvenser. Denna omstrukturrering pågick under första hälften av 1900-talet innan de flesta elnäten övergick i ett landsomfattande sammankopplat nät.